# 17 tháng 2
Ngày 17 tháng 2 là ngày thứ 48 trong lịch Gregory. Còn 317 ngày (318 ngày đối với năm nhuận) là hết năm. Ngày này thường rơi vào thứ tư, thứ sáu hoặc chủ nhật (58 lần trong mỗi 400 năm) hơn là vào thứ hai hoặc thứ ba (57 lần), và ít có khả năng rơi vào thứ năm hoặc thứ bảy (56 lần).

## Sự kiện
- 360 – Sau khi phụ hoàng Mộ Dung Tuấn qua đời, Thái tử Mộ Dung Vĩ lên ngôi kế vị hoàng đế nước Tiền Yên.
- 1600 – Nhà triết học Giordano Bruno bị hỏa thiêu vì tội dị giáo tại Roma, về sau ông được vinh danh là liệt sĩ vì khoa học.
- 1616 – Thủ lĩnh tộc Nữ Chân Nỗ Nhĩ Cáp Xích lên ngôi đại hãn tại Hách Đồ A Lạp, kiến quốc "Đại Kim", tiền thân của triều Thanh.
- 1859 – Chiến tranh Pháp-Đại Nam: Quân Pháp đánh chiếm thành Gia Định, song phá hủy thành một thời gian sau đó.
- 1904 – Vở opera Madama Butterfly được trình diễn lần đầu tại nhà hát La Scala tại Milano, Ý.
- 1979 – Quân đội Trung Quốc phát động chiến tranh biên giới với Việt Nam sau nhiều tuần căng thẳng và xây dựng quân đội dọc theo biên giới.
- 2000 - Phát hành Windows 2000
- 2008 – Kosovo đơn phương tuyên bố độc lập từ Serbia, và được Hoa Kỳ, Pháp, Anh Quốc cùng một số quốc gia khác công nhận trong cùng ngày.

## Sinh
- 624 –  Võ Tắc Thiên, Nữ hoàng duy nhất của Trung Quốc (m. 705).
- 1781 – René–Théophile–Hyacinthe Laennec, thầy thuốc Pháp (m. 1826).
- 1862 – Mori Ōgai, bác sĩ, dịch giả, tiểu thuyết gia và nhà thơ Nhật Bản (m. 1922).
- 1874 – Thomas J. Watson, người thành lập và chủ tịch tập đoàn IBM (m. 1956).
- 1923 – Doãn Quốc Sỹ, nhà văn Việt Nam.
- 1925 – Hal Holbrook, dien viên Mỹ (m. 2021).
- 1929 – Kiên Giang, nhà thơ, soạn giả cải lương Việt Nam.
- 1933 – Khun Sa, trùm ma túy, người đấu tranh cho dân tộc Shan (m. 2007).
- 1941 – Linda Fuller, nhà sáng lập Tổ chức Hỗ trợ Gia cư.
- 1955 – Mạc Ngôn, nhà văn Trung Quốc.
- 1963 – Michael Jordan, vận động viên bóng rổ Mỹ.
- 1981 – Paris Hilton, người mẫu, diễn viên Mỹ, người thừa kế Tập đoàn Hilton.
- 1982 – Adriano Leite Ribeiro, cầu thủ bóng đá Brasil.
- 1991 – Ed Sheeran, nam ca sĩ người Anh.
- 1991 – Bonnie Wright, nữ diễn viên điện ảnh Anh.
- 1992 – Meaghan Jette Martin, diễn viên truyền hình Mỹ.

## Mất
- 1234 - Trần Thừa, Thái thượng hoàng đầu tiên của nhà Trần, Việt Nam (s. 1184)
- 1600 – Giordano Bruno, nhà triết học, linh mục, nhà vũ trụ học và nhà huyền bí Ý (s. 1548).
- 1673 – Molière, nhà thơ, nhà viết kịnh, nghệ sĩ Pháp (s. 1622).
- 1856 – Heinrich Heine, nhà thơ Đức (s. 1797).
- 1859 – Võ Duy Ninh, quan nhà Nguyễn (s. 1804).
- 1970 – Shmuel Yosef Agnon, nhà văn Israel, người thắng giải Nobel Văn học năm 1966 (s. 1888).
- 1986 – Krishnamurti, tác gia, nhà diễn thuyết Ấn Độ (s. 1895).
- 2005 – Omar Sivori, cầu thủ bóng đá Argentina (s. 1935).

## Những ngày lễ và kỷ niệm
- Ngày cách mạng (Lybia)